# Paulina Mikuła
Paulina Mikuła (* 30. června 1988, Tomaszów Lubelski) je polská televizní moderátorka, internetová osobnost a popularizátorka spisovné polštiny, absolventka polonistiky na Varšavské univerzitě.

## Život
Vystudovala polskou filologii na Varšavské univerzitě. Od roku 2013 řídí youtubový kanál Mówiąc Inaczej (ve spolupráci s LifeTube), kde propaguje znalosti polského jazyka. V roce 2016 Mikuła napsala normativní příručku Mówiąc inaczej vydanou společností Flow Books. V roce 2019 měl její kanál na YouTube více než 435 000 diváků.
V odborné literatuře se program Mówiąc Inaczej popisuje jako forma široce přístupného virtuálního jazykového poradenství. Autorka video blogu „vyplňuje prázdné místo mezi vědeckostí, kterou mladí lidé nemají rádi, a zábavou, která má často málo společného se vzděláváním“ (Gorlewska, 2015). Hlavním důsledkem její činnosti je rostoucí počet mladých lidí, kteří projevují zájem o polský jazyk a jeho předepsanou normu, a jejich větší ochota kultivovat vyjadřování v polském jazyce. Program byl popsán jako hybrid tradičního jazykového poradenství a rekreačního video blogu.